# Bona Drag
Bona Drag è un album raccolta del cantante inglese Morrissey.
Pubblicato il 15 ottobre del 1990 dalla HMV Records in Inghilterra e dalla EMI in Italia, il disco raggiunse la posizione numero 9 nella classifica degli album nel Regno Unito e la numero 59 in quella degli Stati Uniti.

## Realizzazione
Dopo l'uscita di Viva Hate, nel marzo del 1988, invece di scegliere di produrre un immediato successivo album, Morrissey decise di lanciare una serie di singoli, nella speranza di raggiungere il successo in quel mercato.
Nel corso del 1989 uscirono quindi, in sequenza, The Last of the Famous International Playboys, Interesting Drug, Ouija Board, Ouija Board, November Spawned a Monster e Piccadilly Palare, prima di decidere di riunire questo materiale (ed altro) in una raccolta di brani composti nei primi tre anni della carriera solista del cantante.

## Copertina e titolo
La copertina dell'album è tratta dal video promozionale November Spawned a Monster, diretto da Tim Broad. Il colore della camicia di Morrissey è stato appositamente alterato dal nero al rosso. La foto del retro è stata realizzata davanti al Battersea Power Station, da Jurgen Teller.
Il titolo dell'album, Bona Drag, significa bel vestito, nel gergo Polari (dall'italiano parlare), forma di slang diffuso negli anni sessanta e utilizzato in Gran Bretagna soprattutto da attori, artisti circensi, criminali, prostitute e dalla sottocultura gay.

## 20º Anniversario
Il 4 ottobre del 2010, la Major Minor, per celebrare il 20º anniversario dall'uscita originale, ha pubblicato una riedizione ampliata dell'album (CD e doppio vinile 180 grammi), compilata con la piena collaborazione di Morrissey e comprendente sei bonus tracks inedite: Happy Lovers At Last United', outtake proveniente dalle stesse session di registrazione di Everyday Is Like Sunday; Oh Phoney, outtake di Bona Drag; Please Help the Cause Against Loneliness, Lifeguard on Duty, The Bed Took Fire e Let the Right One Slip In, sono invece tutti outtakes di Viva Hate. Il disco raggiunse la posizione numero 67 nella Official Albums Chart.
In linea con l'abitudine di Morrissey di cambiare le copertine delle ristampe, il cantante scelse di riproporre la foto originale (tratta dal video di November Spawned a Monster) ma con il suo colore naturale, per cui con la camicia nera. Per il retro e l'interno sono state selezionate una serie di foto rare, realizzate da Linder Sterling e Margaret Sison.

## Tracce
1. Piccadilly Palare - 3:28
2. Interesting Drug - 3:27
3. November Spawned a Monster - 5:28
4. Will Never Marry (b-side di Everyday Is Like Sunday) - 2:22
5. Such A Little Thing Makes Such A Big Difference (b-side di Interesting Drug) - 2:51
6. The Last of the Famous International Playboys - 3:40
7. Ouija Board, Ouija Board - 4:25
8. Hairdresser On Fire (b-side di Suedehead) - 3:49
9. Everyday Is Like Sunday - 3:34
10. He Knows I'd Love To See Him (b-side di November Spawned a Monster) - 3:08
11. Yes, I Am Blind (b-side di Ouija Board, Ouija Board) - 3:44
12. Lucky Lips (b-side di The Last of the Famous International Playboys) - 2:51
13. Suedehead - 3:49
14. Disappointed (b-side di Everyday Is Like Sunday) - 3:05

### Ristampa 20º Anniversario
1. Piccadilly Palare (full length version) - 3:28
2. Interesting Drug - 3:27
3. November Spawned a Monster - 5:28
4. Will Never Marry (b-side di Everyday Is Like Sunday) - 2:22
5. Such A Little Thing Makes Such A Big Difference (b-side di Interesting Drug) - 2:51
6. The Last of the Famous International Playboys - 3:40
7. Ouija Board, Ouija Board - 4:25
8. Hairdresser On Fire (b-side di Suedehead) - 3:49
9. Everyday Is Like Sunday - 3:34
10. He Knows I'd Love To See Him (b-side di November Spawned a Monster) - 3:08
11. Yes, I Am Blind (b-side di Ouija Board, Ouija Board) - 3:44
12. Lucky Lips (b-side di The Last of the Famous International Playboys) - 2:51
13. Suedehead (senza intro) - 3:49
14. Disappointed (b-side di Everyday Is Like Sunday) - 3:05
15. Happy Lovers At Last United - 3:13
16. Lifeguard On Duty - 2:54
17. Please Help The Cause Against Loneliness (demo version) - 2:09
18. Oh Phoney - 2:01
19. The Bed Took Fire - 2:39
20. Let The Right One Slip In (alternate long mix) - 3:14

## Formazione
- Morrissey – voce
- Vini Reilly – chitarra, tastiere
- Craig Gannon – chitarra
- Kevin Armstrong – chitarra
- Andy Rourke – basso
- Stephen Street – tastiere, chitarra, basso
- Andrew Paresi - batteria
- Mike Joyce - batteria